# Jazz Passengers

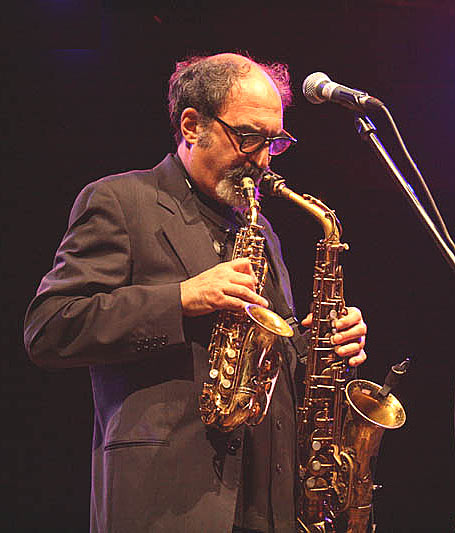
Die Gründer der Jazz Passengers:
Roy Nathanson (2007) …

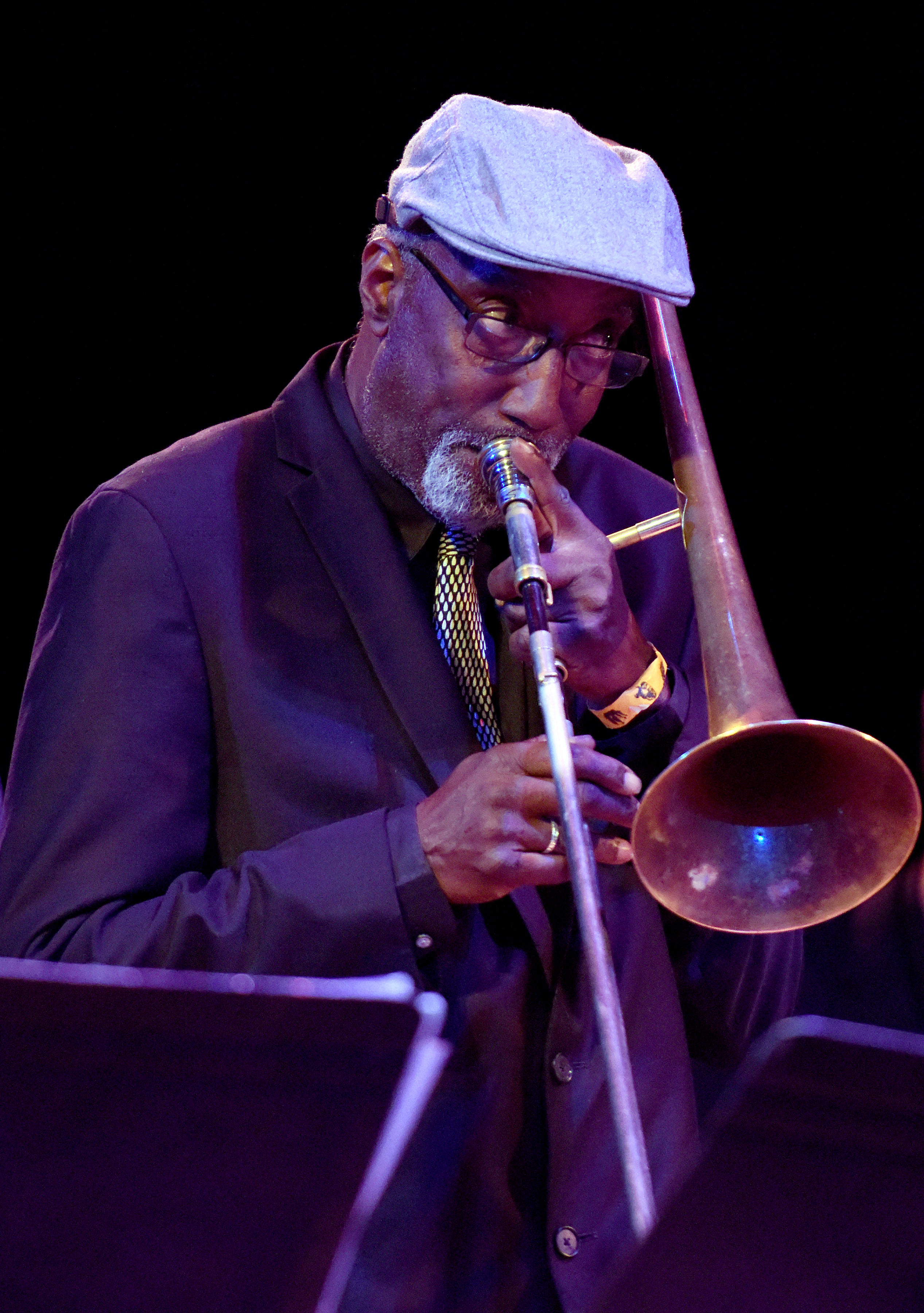
… und Curtis Fowlkes (2014)

Die Jazz Passengers sind eine US-amerikanische Jazzgruppe. Sie wurden 1987 von dem Saxophonisten Roy Nathanson und dem Posaunisten Curtis Fowlkes gegründet.
Die Jazz Passengers spielen Martin Kunzler zufolge „eine unterhaltsame und dennoch nicht oberflächliche Melange aus Jazz, Blues, Gospel, Latin und anderen ethnischen Musikstilen.“ In der neuen Kombination erscheinen diese unterschiedlichen Bestandteile dabei in einem „neuen Licht“ und werden ironisiert. Die Band bewegt sich „zwischen Vaudeville-Entertainment und surrealistischer Revue, zwischen AACM-Ritualen und Spike Jones-Klamauk“. 

## Geschichte der Band
Die Gruppe entwuchs einer Partnerschaft, die Nathanson und Fowlkes entwickelten, nachdem sie zusammen in John Luries Band The Lounge Lizards gespielt hatten. Weitere feste Mitglieder der Jazz Passengers sind der Vibraphonspieler Bill Ware, der Bassist Brad Jones und der Schlagzeuger E. J. Rodriguez. Oft gehört auch ein Geiger dazu (Rob Thomas, Jim Nolet oder jüngst Sam Bardfeld). Früher gehörten der Gruppe, die mehrfach international auf Tournee war, die Gitarristen Marc Ribot und David Fiuczynski an. Fowlkes ist der Hauptkomponist der Band.
Herausragend ist ihr Album In Love (1994, High Street Records, Produzent Hal Willner) mit Gesangsbeiträgen von Deborah Harry, Jeff Buckley, Jimmy Scott, Bob Dorough und Mavis Staples. Deborah Harry wurde später festes Mitglied der Gruppe und wirkte bei einer ganzen Reihe von Nachfolge-Alben mit, eingeschlossen Individually Twisted (auf dem auch zwei Duette mit Elvis Costello zu hören sind).
In jüngster Zeit machten die Jazz Passengers nur selten Aufnahmen in kompletter Besetzung, obwohl sie mit Teilbesetzungen recht aktiv waren.
2005 komponierte Nathanson ein Werk, das an das älteste Objekt der Welt erinnert, ein in Australien gefundener über vier Milliarden Jahre alter Zirkonkristall. Diese Komposition wurde im gleichen Jahr von den Jazz Passengers im Rock Concert: A Celebration of Deep Time in Madison, Wisconsin vorgetragen.

## Alben
- 2017 – Still Life With Trouble
- 2010 – Reunited (Yellowbird Records)
- 1997 – Live in Spain (32 Records)
- 1996 – Individually Twisted (32 Records)
- 1994 – Jazz Passengers In Love (Windham Hill/High Street Records)
- 1993 – Plain Old Joe (Knitting Factory Works)
- 1991 – Live at the Knitting Factory (Knitting Factory Works)
- 1990 – Implement Yourself (New World Records)
- 1989 – Deranged & Decomposed (Les Disques Du Crepuscule)
- 1987 – Broken Night/Red Light (Les Disques Du Crepuscule)